# سیم‌کشی برق
سیم‌کشی برق نصب سیم‌های برق و سایر تجهیزات وابسته مانند کلیدها، تابلوهای توزیع، پریزهای برق و چراغ‌های روشنایی در یک ساختمان می‌باشد.

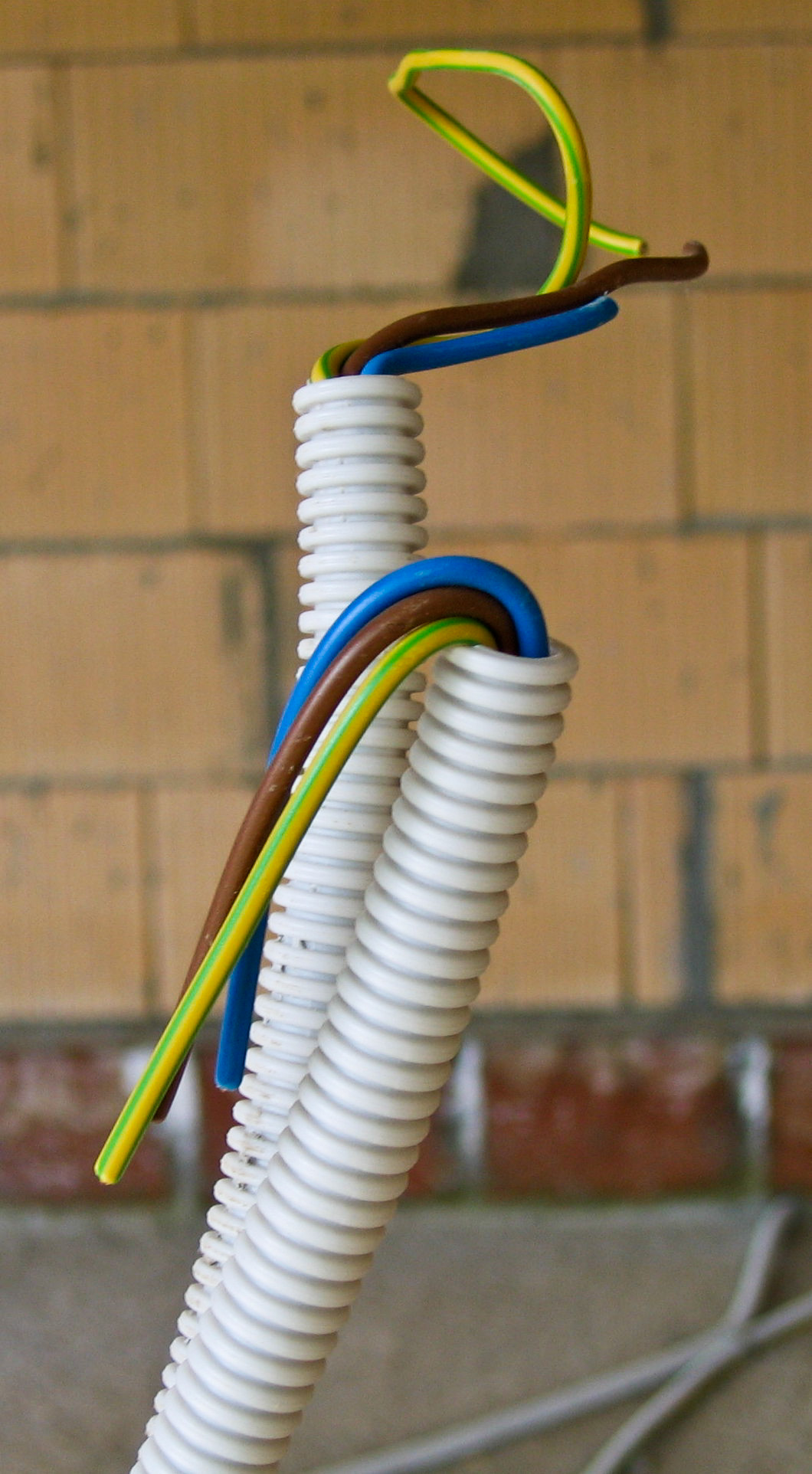
تصویر سیم‌های رنگی در یک لوله خرطومی قابل‌انعطاف که معمولاً در خانه‌های نوین اروپایی دیده می‌شود.

طراحی و نصب سیم‌کشی برق یکی از موضوعات استانداردهای ایمنی می‌باشد. انواع مدل‌ها و اندازه‌های مختلف سیم‌ و کابل‌های مجاز با توجه به سطح ولتاژ مدار و مقدار جریان الکتریکی مشخص شده و محدودیت‌های در مورد شرایط محیطی همانند دمای محیط، میزان رطوبت، قرار گرفتن در معرض نورخورشید و موادشیمیایی برای آنان اعمال می‌شود.

## کد رنگی
| رنگ سیم های استاندارد برای کابل‌های انعطاف‌پذیر (به طور مثال سیم‌سیار، سیم مدار قدرت و سیم لامپ) | رنگ سیم های استاندارد برای کابل‌های انعطاف‌پذیر (به طور مثال سیم‌سیار، سیم مدار قدرت و سیم لامپ) | رنگ سیم های استاندارد برای کابل‌های انعطاف‌پذیر (به طور مثال سیم‌سیار، سیم مدار قدرت و سیم لامپ) | رنگ سیم های استاندارد برای کابل‌های انعطاف‌پذیر (به طور مثال سیم‌سیار، سیم مدار قدرت و سیم لامپ) |
| منطقه یا کشور | فازها                                                                                         | نول                                                                                           | زمین الکتریکی/اتصال به زمین                                                                   |
| --- | --------------------------------------------------------------------------------------------- | --------------------------------------------------------------------------------------------- | --------------------------------------------------------------------------------------------- |
| اتحادیه اروپا، استرالیا، آفریقای جنوبی (IEC 60446) |                                                                                               |                                                                                               |                                                                                               |
| استرالیا، نیوزلند (AS/NZS 3000:2007 3.8.3) | ,                                                                                             | ,                                                                                             |                                                                                               |
| برزیل | ,                                                                                             |                                                                                               |                                                                                               |
| آمریکا، کانادا | (برنجی)                                                                                       | (نقره‌ای)                                                                                      | (سبز)                                                                                         |
| رنگ سیم‌های استاندارد برای کابل‌های انعطاف‌پذیر (به عنوان مثال: کابل‌های توکار یا روکار) |                                                                                               |                                                                                               |                                                                                               |
| منطقه یا کشور | فازها                                                                                         | نول                                                                                           | زمین الکتریکی/اتصال به زمین                                                                   |
| اتحادیه اروپا (IEC 60446) از جمله انگلستان از ۳۱ مارس ۲۰۰۴ (BS 7671) | ،                                                                                             |                                                                                               |                                                                                               |
| انگلستان قبل از ۳۱ مارس ۲۰۰۴ (BS 7671) | ،                                                                                             |                                                                                               | (سابقاً) سیم لخت، بکار رفته در ترمینال (سابقاً)                                                 |
| استرالیا، نیوزلند (AS/NZS 3000:2007 clause 3.8.1, table 3.4) | هر رنگ دیگر توصیه شده برای تکفاز: توصیه شده برای سیستم چندفاز:                                | یا                                                                                            | (از حدود سال ۱۹۸۰) رسانا لخت، بکار رفته در ترمینال (سابقاً)                                    |
| برزیل | ،                                                                                             |                                                                                               |                                                                                               |
| آفریقای جنوبی | , یا ،                                                                                        |                                                                                               | رسانا لخت، بکار رفته در ترمینال (سابقاً)                                                       |
| هند و پاکستان | ،                                                                                             |                                                                                               |                                                                                               |
| ایالات متحده | ، (120/208/240 ولت) (برنجی) ، (277/480 ولت)                                                   | (120/208/240 ولت) (نقره‌ای) (277/480 ولت)                                                      | (سبز) (رسانا لخت) (زمین یا زمین عایق‌دار)                                                      |
| کانادا | ، (۱۲۰/۲۰۸/۲۴۰ ولت) ، (۶۰۰/۳۴۷ ولت) ، (سیستم تکفاز عایق‌دار) , ، (سیستم سه‌فاز عایق‌دار)         | (۱۲۰/۲۰۸/۲۴۰ ولت) (600/347 ولت)                                                               | (سبز) رسانا لخت (عایق‌شده از زمین)                                                             |
| تذکرات: از رنگ‌های پرانتزی در ترمینال‌های فلزی استفاده می‌شود. سبز / زرد به معنی سبز با نوار زرد است. تصاویر دیگر را ببینید. از سیم های سبز/زرد معمولا برای اتصال زمین (pe) استفاده می‌شود. رنگ های موجود در این جدول نمایان‌گر رایج‌ترین و مهم‌ترین رنگ های استاندارد برای سیم‌کشی است. اما روش‌های دیگر نیز ممکن است مورد استفاده قرار گیرند، به خصوص در تاسیسات قدیمی. استانداردهای سیم‌کشی استرالیا و نیوزیلند، هر دو کدهای اروپایی و استرالیایی را مجاز می‌داند. رنگ‌های فاز استاندارد استرالیا با رنگ‌های IEC-60446 متناقض هستند، جایی که IEC-60446 از رنگ آبی (نول) استفاده می‌کند، رنگ فاز مجاز در استاندارد استرالیا/نیوزلند است. هنگام تعیین سیستم مورد استفاده در سیم‌کشی باید مراقب باشید. روش‌های سیم‌کشی کانادایی و آمریکایی با تلاش‌های مداوم هماهنگ‌سازی، بسیار مشابه هستند. |                                                                                               |                                                                                               |                                                                                               |